# 国際政治経済学
国際政治経済学（こくさいせいじけいざいがく、international political economy, IPE）とは、政治経済現象との組み合わせで国際関係を分析する社会科学における学問である。政治学、経済学だけでなく、社会学、歴史学、文化研究などの学問分野の多くに負っている学際的な分野である。
認識論上の論争があるものの、政治勢力（国家、制度、個別アクターなど）が経済的相互作用が表明するシステムや、それとは反対に（集合的市場やその内外で活動する個人の力を含んだ）経済的相互作用が政治構造や結果に与える効果を形成する動きについてIPEは究極的な関心を持っていると多くの研究者は見ている。
IPE研究者は、学界のみならず一般的なメディアにおいても、グローバリゼーションをめぐる論争と研究の中心に存在する。IPE研究者が多大な関心を向けるほかの話題としては、国際貿易、開発、民主主義と市場の関係性、国際金融、グローバル市場、多国籍企業、そして国家と諸制度間の構造的な力関係などである。伝統的な国際関係論とは違って、パワーは複雑に絡み合った経済的かつ政治的なものとして理解されている。

## 学問の起源
IPEは、1973年のオイルショックやブレトン・ウッズ協定の崩壊がとくに米国で世界秩序の経済的基盤の重要性、偶発性、脆弱性に対して研究者たちの注意を喚起した、1970年代に国際関係の混交的アプローチとして登場してきた。ユージン・ロウのようなIPEの研究者は、国際関係に関する当初の研究が法律、政治、外交史に過大な力点を置いてきたと主張した。同じく、新古典派経済学は抽象的で非歴史的だと批判された。歴史社会学や経済史の業績に負いつつ、IPE研究者は、経済と政治の分析を組み合わせることを提案した。この意味で、マルキシズムもリベラリズムも分析単位として領域国家を重視する既存の社会科学に異議を申し立てており、国際システムを重視している。

## IPEのアプローチ
学問の先駆的な教科書のひとつで提示された先例に倣うならば、特定の政策を推進することに関与している個人や組織は、IPEが学問として定着するよりもずっと以前から存在している3つの世界観に一般的に区分される。それらのカテゴリーは、リベラリズム（自由主義）、リアリズム（現実主義）、マルキシズム（マルクス主義）である。また、コンストラクテヴィズム（構成主義）は一部の研究者によってマルキシズムの下位区分に位置づけられるが、第4の世界観に分類される。リベラリズムのカテゴリーは比較的統一性があるが、リアリズムとマルキシズムの見方は極めて広範な外観を持っていて、高度に抽象的な次元でのみ広く共有された見方がある。
リベラリズムの見方は公的権力（政府）を犠牲にした私的権力の自由を信じている。政府の統制や規制が引き起こす歪みから自由な市場は、希少資源の需要と供給を自生的に調和させる。
リアリズムの見方（かつては「ナショナリズム」と名づけられていた）は、好ましい結果を配分するために自由市場のパワーを受け入れる。しかし、最適条件が規制コントロールを行使する穏健な強い公的権力をもって一般に獲得できると主張する。   
マルキシズムの見方は、強力な公的権力の適用のみが私的権力が人々を犠牲にして、エリートを利する傾向を止めることができると信じている。
構成主義の見方は、国際経済の相互作用の領域が価値中立的ではなく、また、市場の利益に加えて、経済及び政治的なアイデンティティが経済行為の重要な決定要因だと仮定する。

### リベラリズム（自由主義）
経済学の用語では、リベラリズムは、古典派経済学、新古典派経済学、オーストリア学派、シカゴ学派と関連したアプローチである。
推奨される政策
貿易に対する国家の統制や規制を最小限あるいは撤廃する。輸出品目を生産する組織の民営化を要求する。
歴史
リベラリズムのアプローチは、アダム・スミスの業績、つまり、重商主義に対するスミス主義革命の黎明期における経済学とされるものに遡ることができる。スミスは、最も効率的な方法で希少資源を付加価値のある商品やサービスに変えるうえで、競争の恩恵と分業を奨励した。自由市場の仕組みがどのように個々のアクターによる利己的な行動を社会全体にとって最大利益へと変えるのかについてのシンボルである、見えざる手について言及した。リベラリズムへの貢献は、デイヴィッド・リカードによってなされ、彼の比較優位説は、異なる国家間の貿易が、たとえ他国を犠牲にすることで利益を得ると直感的に感じている状況であっても、双方にとって利益となると論じた。リベラリズムの見方は、18世紀にスミスによって提起されて以来、西欧の学界で強い。代替システムであるケインズ主義が大学などで広範な支持を獲得したのは1940年代から1970年代初めの間である。ジョン・メイナード・ケインズは、国内のマクロ経済政策に主に関心を持っていたが、しかし、IPEにおいて、彼の成熟した見解は公的パワーと私的パワーの中間を求め、グローバルな金融管理体制を好んだ点でリアリズムの範疇に合致する。ケインズ主義的合意は。1950年代にすでに、フリードリヒ・ハイエクのオーストリア学派とミルトン・フリードマンのシカゴ学派の批判によって後に挑戦を受け、1970年代には、支配的な影響力を奪うことになった。戦争の経済的帰結や平和促進の経済的手段についての考えを含む国際関係へのケインズのアプローチは、2008年以降のグローバルな金融危機および不況の到来によって、特にドナルド・マークウェルの研究を通じて、注目されている。
政策立案の領域では、西欧諸国は、リベラリズムとリアリズム双方の見方に立った混合的な課題を追求してきた。これは、一時的にほかの学派が優勢だった時期があるけれども、近代商業時代から現代まで当てはまる。1914年にいたる時期は、実際のところ諸国が重商主義イデオロギーに部分的に影響されていたといっても、古典派経済学の黄金期であると時に描写される。第二次大戦後、ブレトン・ウッズ体制が創設されたが、それは、民間商業に行動の自由を認める一方で、政府が国際金融を管理することを許容する点で本質的にリアリズム的な構築物である。1971年、リチャード・ニクソン大統領は、ブレトン・ウッズ協定の反転を開始し、2008年まで、国際貿易と金融のいっそうの自由化の波が続いた。国内的には、1970年代以上の大西洋諸国や、1990年代以降の中国やインドなどのアジアの大国もまたリアリズムとリベラリズムの政策の組み合わせを追求した。アメリカ財務省やIMFによって強制的に全面的な自由化の実行を迫られた中小国はさまざまな危機に直面した。2008年、リベラリズムの影響は、ケインズ主義の再登場で衰退していった。2008年後半からは、世界各国の指導者たちは、新たなブレトン・ウッズ体制をますます求めている。

### リアリズム（現実主義）
IPEでは、リアリズムのアプローチは、21世紀初頭までナショナリズムと一般に呼ばれてきた。歴史的には、この範疇で当初の際立った学派が重商主義であった。リアリズムのアプローチの現代の例は国家主義と開発主義である。
推奨される政策
歴史的に攻撃的な貿易関税は、海外の競争者を犠牲にして国内産業を育成するために用いられてきた。植民地との貿易もまた奨励された。現代の主唱者たちは、途上国の幼い産業や特定の部門（農業など）を保護する関税の利用を好む傾向にある。このアプローチの主唱者にはリベラリズムの見方に近い考えを持つ者もいて、一定の開発水準を越えた上で市場の統制が撤廃されるべきだと明言している（この主張は、フリードリヒ・リストやアレクサンダー・ハミルトンなどの研究にさかのぼれる）。
歴史
重商主義的な見方は、15世紀の近代経済の誕生から20世紀半ばまで国家アクターの追求する政策を特徴付けている。主権国家は、貿易余剰を達成するか、征服によって富を蓄積するために互いに競争している。この富は、社会基盤に投資したり、軍事力を強化するために使われる。 
リアリズムの現代的な見方は、企業が市場に居して強調したり競争したりすることが許されているプラスサム現象であると国際貿易を見る点でリベラリズムに同意している。リベラリズムとの論争の主要な争点は、世界市場で供する能力を持つまでは高関税で海外との競争から新興産業を保護することが国益にかなうとリアリズムが主張していることである。この見方の具体的な表明のひとつは、1791年にアメリカ政府のために執筆したアレクサンダー・ハミルトンの『製造業に関する報告書』である。   
第二次大戦後、開発主義アプローチの顕著な成功は、プレビッシュと彼の教え子たちに起源を持つ政策の結果として、高い成長率が部分的に達成された南米諸国で生じた。1970年代にリベラリズムの見方が再び優勢になって以降、高い成長率は、リアリズムの政策よりも一般に好ましい国際条件の結果であると主張されている。
リアリズムの見方の現代的な主張は、戦略的貿易理論であり、それが提案する政策が、グローバル化や南北の格差のような論点を解決するために効果的かどうかをめぐって論争がある。

### マルキシズム（マルクス主義）
この範疇は、階級へのマルクスの注目とほとんど共通点の持たない異なるアプローチの一群を一括りにして使われている。この範疇に含まれるアプローチには、フェミニズム、急進主義、構造主義、批判理論、低開発論、世界システム論がある。
推奨される政策
高関税その他の統制手段による市場の力からの保護。極端な場合には、市場に対立する指令経済が好まれる。
歴史
マルクスの『資本論』は1867年に出版され、彼の考えに基づく経済体制は1917年のロシア革命後に作られた。1991年のソ連およびコメコン貿易ブロックの崩壊以降、マルキシズムの路線に従った貿易あるいは経済国はない。マルキシズム的指令経済の問題点は、資源の効率的配置にとって必要となる高度な情報の需要、その過程を統治する必要がある高度な公的権力の腐敗傾向である。
古典的なマルキシズムの見方を現在推奨する研究者は、ヨーロッパでの例外がいる程度で、とくにアメリカでは皆無である。フェミニズムや、環境主義、急進的な開発論などが人気のある視座である。構成主義が時々この範疇に含まれることがある。構成主義は、資源、技術、社会基盤の分配のような、貿易に影響のある伝統的要因に焦点を当てるよりも、国際貿易やグローバル化における将来の展開を決定する際の対話や論争の役割を強調している。

### 従来の3類型（リベラリズム、リアリズム、マルキシズム）への批判
上記の3類型に収まりきれないほど、IPEの見方には、相互に異なる見解の幅広いバリエーションがあり、とくにリアリズム（ナショナリズム）とマルキシズムの名前で一括されている見方に対して批判がある。また一般の人々の誤解を助長しかねないといわれる。ナショナリズムやマルキシズムというレッテルには否定的な意味が潜んでいて、またマルキシズム的とされる研究の大半は伝統的なマルキシズムの立場とはほとんど関係がないのである。自分たちをナショナリズムの伝統に位置づける主唱者にしても、一般に理解されているようなファシスト的あるいは人種差別的な意味でのナショナリズムに反対の立場にある。したがって、一部の論者は、最近では、ナショナリストに代えてリアリストの名を使っている。

### コンストラクティヴィズム（構成主義）
コンストラクティヴィズムは国際政治経済学において新興の分野である。一般に、コンストラクティヴィズムの見方は、リベラリズム、リアリズム、マルキシズムの見方の中心にある物質主義的利益が経済的相互作用あるいは政策のパターンを説明する上で十分ではなく、経済および政治的なアイデンティティが経済行動の重要な決定要因であると主張する。

### IPEのアメリカ的見方とイギリス的見方
ベンジャミン・コーヘンは、IPEの詳細な学説史を提供し、アメリカ学派とイギリス学派の2つの陣営を同定した。実証主義的で、定量的証拠の形で支持される中範囲理論を発展させようとするアメリカ学派に対して、イギリス的なIPEは、解釈主義的で、一般理論を求めようとしている。経験主義的研究に関して異なる基準を使う点でも対照的である。コーヘンは、どちらのアプローチにも利点を見ている。『ニュー・ポリティカル・エコノミー』誌は、IPEの「イギリス学派」に関する特集を組み、また『レビュー・オブ・インターナショナル・ポリティカル・エコノミー』誌もアメリカ学派に関する特集号を出した。
このIPEの性格付けは、活発な論争を呼んだ。コーヘン、マーク・ブライス、リチャード・ヒゴット、マシュー・ワトソンが、『レビュー・オブ・インターナショナル・ポリティカル・エコノミー』誌の「2008年ウォーリック論争」で議論を交わした。ヒゴットとワトソンは、コーヘンの範疇の適切さに関してとくに異議を唱えた。

## 著名な研究者
- ダニエル・アーチブージ
- ジャグディーシュ・バグワティー
- ロバート・ブレナー
- ベンジャミン・コーヘン
- ロバート・コックス
- en:Jerome Davis
- en:Peter B. Evans
- フランシス・フクヤマ
- スティーヴン・ギル
- ピーター・ハース
- ロバート・ギルピン
- en:Jeffrey A. Hart
- ジョン・アイケンベリー
- ピーター・カッツェンスタイン
- スティーヴン・クラズナー
- デイヴィッド・レイク
- en:Donald Markwell
- en:Renee Marlin-Bennett
- ヘレン・ミルナー
- アンドリュー・モラフチーク
- en:Dale D. Murphy
- en:Jonathan Nitzan
- ロナン・パラン
- en:Louis Pauly
- en:Carlo Pelanda
- en:Aseem Prakash
- ロバート・パットナム
- ジョン・ラギー
- en:Leonard Seabrooke
- en:Beth Simmons
- en:Timothy J. Sinclair
- en:Joan Edelman Spero
- スーザン・ストレンジ
- キース・ファン・デル・ピール
- en:Teivo Teivainen
- イマニュエル・ウォーラーステイン
- Matthew Watson
- エレン・メイクシンズ・ウッド
- en:Ngaire Woods
- クリスチャン・ポラック
- 片田さおり